# Блумфилд (Айова)
Блумфилд (англ. Bloomfield) — город в США, административный центр округа Дейвис штата Айова. Население — 2682 человека (2020).

## География
Блумфилд расположен по координатам 40°44′57″ с. ш. 92°25′01″ з. д. (40.749108, -92.417031). По данным Бюро переписи населения США в 2010 году город имел площадь 5,91 км², из которых 5,84 км² — суша и 0,07 км² — водоёмы.

## Демография
| Год переписи                          | Нас. |  | %±     |
| ------------------------------------- | ---- |  | ------ |
| 1850                                  | 287  |  | —      |
| 1870                                  | 1553 |  | 441,1% |
| 1880                                  | 1531 |  | −1,4%  |
| 1890                                  | 1913 |  | 25%    |
| 1900                                  | 2105 |  | 10%    |
| 1910                                  | 2028 |  | −3,7%  |
| 1920                                  | 2064 |  | 1,8%   |
| 1930                                  | 2226 |  | 7,8%   |
| 1940                                  | 2732 |  | 22,7%  |
| 1950                                  | 2680 |  | −1,9%  |
| 1960                                  | 2771 |  | 3,4%   |
| 1970                                  | 2718 |  | −1,9%  |
| 1980                                  | 2849 |  | 4,8%   |
| 1990                                  | 2580 |  | −9,4%  |
| 2000                                  | 2601 |  | 0,8%   |
| 2010                                  | 2640 |  | 1,5%   |
| 2020                                  | 2682 |  | 1,6%   |
| 1850–2020 Десятилетняя перепись в США |      |  |        |

Согласно переписи 2010 года, в городе проживало 2640 человек в 1122 домохозяйствах в составе 683 семей. Плотность населения составила 447 человек/км². Было 1259 квартир (213/км²).
Расовый состав населения:
| - 98,3% — белых - 0,4% — азиатов - 0,2% — коренных американцев - 0,2% — чёрных или афроамериканцев |

К двум или более расам принадлежало 0,8%. Доля испаноязычных составляла 1,5% всего населения.
По возрастному диапазону население распределялось следующим образом: 23,2% — лица младше 18 лет, 54,1% — лица в возрасте 18-64 лет, 22,7% — лица в возрасте 65 лет и старше. Медиана возраста жителя составляла 43 года. На 100 человек женского пола в городе приходилось 85,1 мужчин; на 100 женщин в возрасте от 18 лет и старше — 82,0 мужчин также старше 18 лет.
Средний доход на одно домашнее хозяйство составил 50 528 долларов США (медиана — 42 234), а средний доход на одну семью — 60 748 долларов (медиана — 55 268). Медиана доходов составляла 40 857 долларов для мужчин и 33 021 доллар для женщин. За чертой бедности находилось 17,3% лиц, в том числе 28,3% детей в возрасте до 18 лет и 12,2% лиц в возрасте 65 лет и старше.
Гражданское трудоустроенное население составляло 1228 человек. Основные области занятости: образование, здравоохранение и социальная помощь — 28,1%, производство — 16,7%, розничная торговля — 11,4%, искусство, развлечения и отдых — 8,2%.